# Plac Dominikański we Wrocławiu
Plac Dominikański we Wrocławiu (niem. Dominikanerplatz) – jeden z głównych placów Wrocławia zlokalizowany na Starym Mieście.
Pierwotny plac Dominikański przylegał do południowej elewacji dominikańskiego kościoła św. Wojciecha, a zatem znajdował się na przedłużeniu dzisiejszej ulicy Wita Stwosza pomiędzy ulicami bł. Czesława (i św. Katarzyny) i Klemensa Janickiego. Przy budowie – na przełomie XX i XXI wieku – Galerii Dominikańskiej i hotelu Mercure Panorama zrekonstruowano w przybliżeniu dawny obrys placu.
Krótko po II wojnie światowej przetłumaczono niemiecką nazwę placu na plac Dominikański, lecz w dobie stalinizacji w końcu lat 40. otrzymał on imię współtwórcy aparatu stalinowskiego państwa, Feliksa Dzierżyńskiego. Po usunięciu zgliszczy przyległego do południowej strony placu kwartału (w miejscu dawnej wewnętrznej fosy) teren sięgający aż po ulicę Oławską splantowano i zamieniono w zieleniec i parking, zaś po jego wschodniej stronie wzniesiono w początku lat 70. XX w. według projektu typowego hotel Panorama. Termin plac Dzierżyńskiego rozciągnął się tym samym na cały, większy od Rynku, areał, włączając w to skrzyżowanie ulic Oławskiej, Piotra Skargi i Kazimierza Wielkiego. W 1989 przywrócono placowi historyczną nazwę oraz granice, a w 2001 na większości obszaru powojennego placu Dzierżyńskiego ciągnącego się do ul. Oławskiej zbudowana została Galeria Dominikańska. W świadomości mieszkańców i na wielu planach plac znajduje się jednak zasadniczo na wymienionym skrzyżowaniu, a zatem około 200 m od rzeczywistego położenia.

## Ważniejsze obiekty przy placu Dominikańskim
- kościół św. Wojciecha,
- Galeria Dominikańska,
- hotel Mercure Panorama,
- Hotel Panorama (obecnie nieistniejący)

## Komunikacja miejska
W pobliżu lub na samym placu Dominikańskim swoje przystanki mają linie tramwajowe oraz autobusowe.